# Mumien von Guanajuato

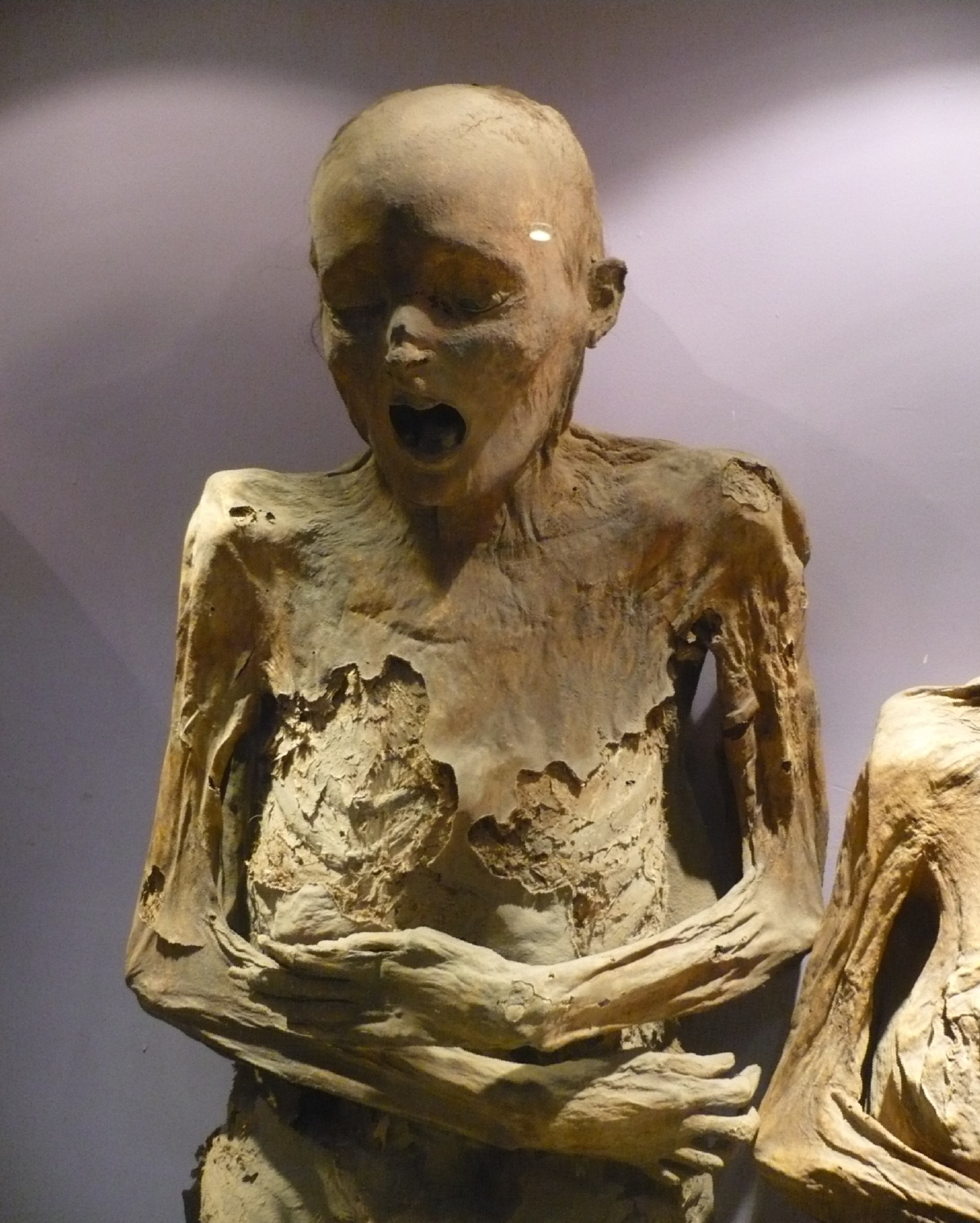
Eine Mumie von Guanajuato

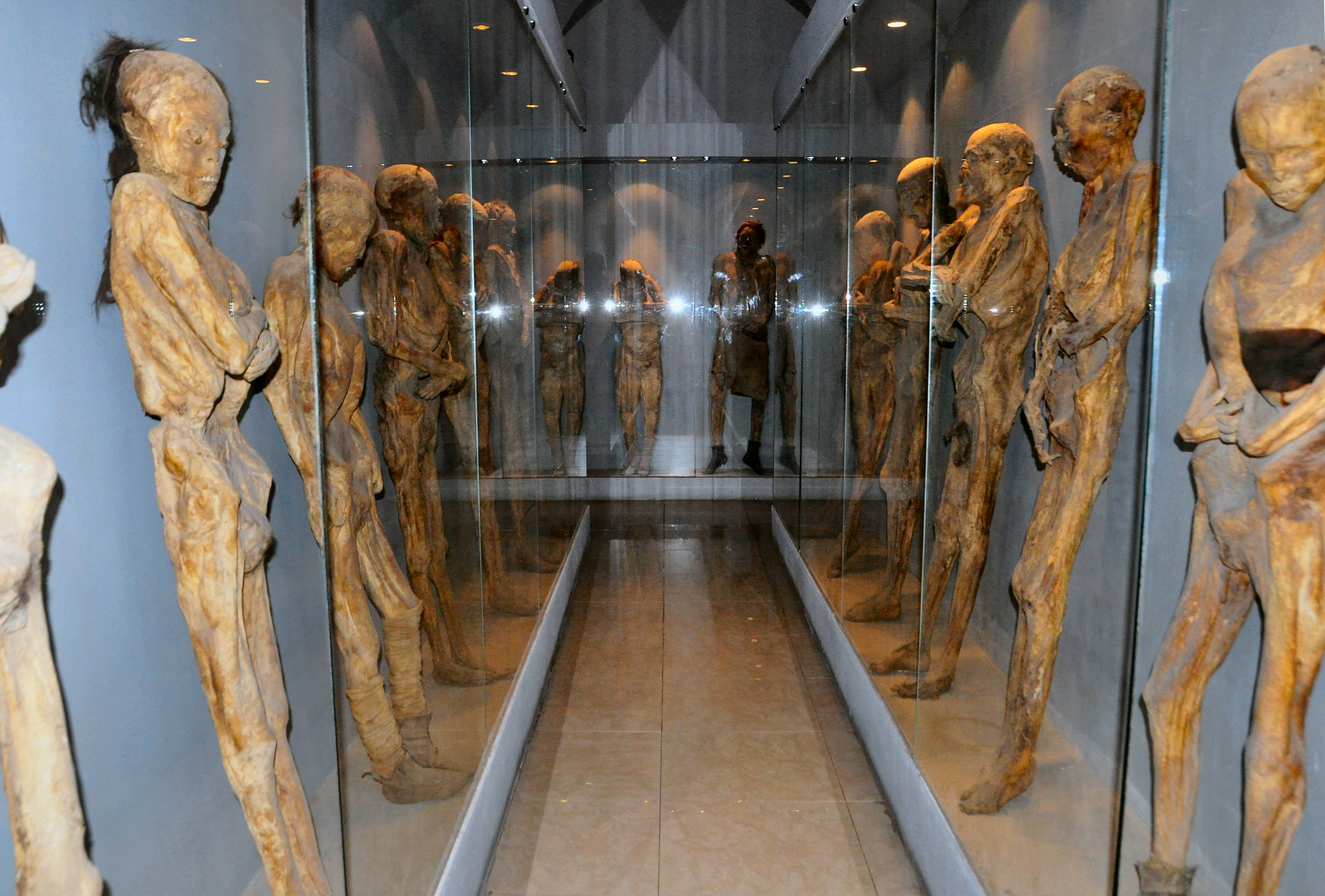
Mehrere Mumien

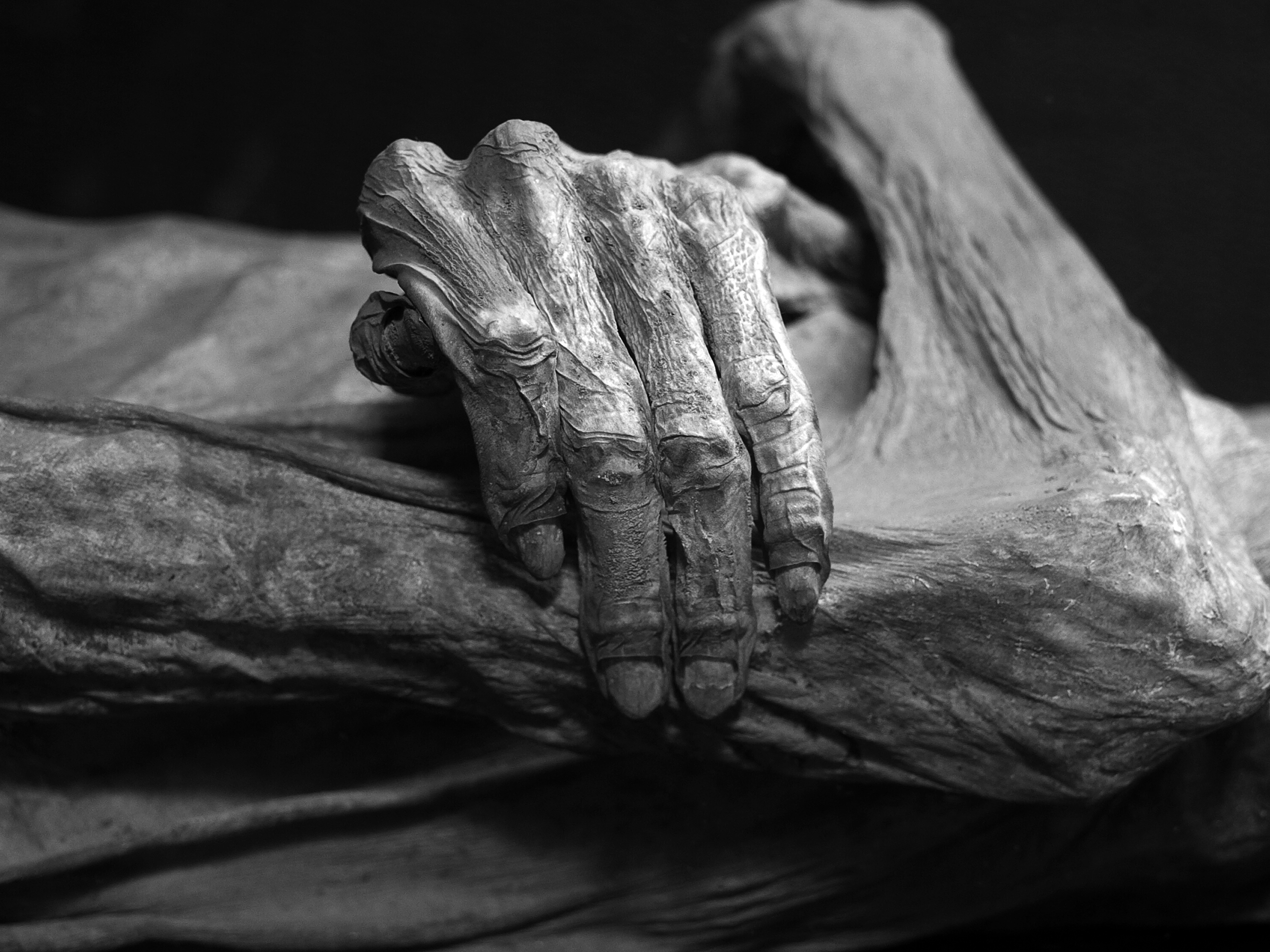
Detail einer Mumie

Die Mumien von Guanajuato sind eine Reihe von natürlich mumifizierten Körpern, die während eines Ausbruchs der Cholera in Guanajuato, Mexiko, im Jahr 1833 beigesetzt worden waren. Die Mumien wurden auf einem Friedhof in Guanajuato entdeckt, wodurch das Museo de las Momias de Guanajuato eine touristische Attraktion in Mexiko geworden ist. Das Museum steht im Zusammenhang mit der landestypischen Totenkultur der Mexikaner, die dem Thema eine humorvolle Seite abgewinnt. Allerdings ist das Ausstellen der Mumien in Mexiko nicht unumstritten.
Alle diese Mumien wurden zwischen 1865 und 1958 ausgegraben, als das Gesetz von den angehörigen Verwandten eine Steuer verlangte, wenn die Toten auf dem Friedhof bleiben sollten. Wenn die Angehörigen die Steuer nicht zahlten, verloren sie das Recht an dem Begräbnisplatz und die Leichen wurden ausgegraben. Bei 90 Prozent der Toten geschah dies. Aber nur 2 Prozent von ihnen waren auf natürliche Weise mumifiziert. Die mumifizierten Körper wurden in einem Gebäude gelagert und seit dem Anfang des 20. Jahrhunderts kamen Touristen, die sie sehen wollten. Friedhofsarbeiter fingen an, von den Leuten ein paar Pesos zu verlangen, wenn sie das Gebäude betreten wollten, wo Knochen und Mumien aufbewahrt wurden. Dieser Ort wurde zu einem Museum, das El Museo De Las Momias genannt wurde. Ein Gesetz verbietet seit 1958, weitere Tote zu exhumieren, aber das Museum zeigt weiterhin die ursprünglichen Mumien.
Insgesamt sind 119 Mumien ausgestellt. Einige haben äußerst seltsame Gesichtsausdrücke, die durch Trocknung und damit verbundene Schrumpfung der Haut hervorgerufen wurden. Einige sind bekleidet, andere tragen nur Schuhe. Das Alter reicht von Kindern bis zu alten Menschen. Ein mumifizierter Fötus gilt als kleinste Mumie der Welt.
Die Mumien haben Eingang in die Alltagskultur Mexikos gefunden und wurden mehrfach künstlerisch in Liedern und Filmen verarbeitet.
Werner Herzog verwendete Bilder der Mumien in seinem Film Nosferatu – Phantom der Nacht.
Ein anderer bekannter Ort in Mexiko, in dem der Mumifizierungsprozess auf natürliche Weise auftritt, ist Encarnación de Díaz im Bundesstaat Jalisco.